# Walerian Billewicz
Walerian Billewicz herbu Mogiła – ciwun Dyrwian Małych w latach 1788–1795, ciwun pojurski w latach 1787–1788, ciwun twerski w latach 1775–1787, ciwun tendziagolski w latach 1773–1775, ciwun birżyniański w latach 1765–1773, szambelan Jego Królewskiej Mości, starosta ejragolski w 1764 roku.
Jako rotmistrz Księstwa Żmudzkiego był elektorem Stanisława Augusta Poniatowskiego w 1764 roku z Księstwa Żmudzkiego. Był posłem na sejm 1780 roku z Księstwa Żmudzkiego.